# نوریو اوگا
نوریو اوگا (انگلیسی: Norio Ohga; ۲۹ ژانویهٔ ۱۹۳۰ – ۲۳ آوریل ۲۰۱۱) یک اهالی کسب‌وکار، رهبر (موسیقی)، و کارآفرین اهل ژاپن بود.
وی همچنین برندهٔ جوایزی همچون لژیون دونور شده است.